# Bataille d'Apamée
Guerres berbèro-byzantines
Batailles
- Mu'tah (629)
- Ajnadayn (634)
- Damas (634)
- Fahl (635)
- Yarmouk (636)
- Jérusalem (636-637)

- Héliopolis (640)
- Nikiou (646)

- Sufétula (647)
- Tahouda (683)
- Mammès (688)
- Carthage (698)
- Oued Nini (698)

- 1re Constantinople (674-678)
- Sébastopolis (692)
- Tyane (~708)
- 2e Constantinople (717-718)
- Andrinople (718)
- Nicée (727)
- Akroinon (740)

- Kamacha (766)
- Invasion de l'Asie Mineure (782)
- Kopidnadon (788)
- Krasos (804)
- Invasion de l'Asie Mineure (806)
- Anzen (838)
- Amorium (838)
- Mauropotamos (844)
- Poson (863)
- Bathys Ryax (872 ou 878)

- Syracuse (877-878)
- Stelai ou 1re Milazzo (880)
- 2e Milazzo (888)
- Taormine (902)
- Garigliano (915)
- Détroit (965)
- Georges Maniakès en Sicile (1038-1040)

- Phœnix de Lycie (655)
- Keramaia (746)
- Conquête musulmane de la Crête (années 820)
- Damiette (853)
- Raguse (866-868)
- Kardia (~872-873)
- Golfe de Corinthe (~873)
- Céphalonie (880)
- Chalcis (~883)
- Thessalonique (904)

- Portes ciliciennes (878)
- Campagnes de Jean Kourkouas (926-944)
- Marach (953)
- Raban (958)
- Andrassos (960)
- Campagnes de Nicéphore II Phocas (956-969)
- Chandax (960-961)
- Alexandrette (971)
- Campagnes de Jean Tzimiskès (~950-975)
- Gués de l'Oronte (994)
- Alep (994-995)
- Apamée (998)
- Campagnes de Basile II (979-999)
- Azâz (1030)

La bataille d'Apamée oppose les forces de l'Empire byzantin à celles du califat fatimide le 19 juillet 998. La bataille s'inscrit dans le cadre d'une série de confrontations militaires entre les deux puissances pour le contrôle du Nord de la Syrie et de l'émirat hamdanide d'Alep. Elle a lieu alors que Damien Dalassène, commandant les forces byzantines de la région, assiège la cité d'Apamée. Les Fatimides envoient des renforts depuis Damas, sous le commandement de Jaysh ibn al-Samsama. Dans la bataille qui s'ensuit, les Byzantins sont d'abord victorieux mais un cavalier kurde parvient à tuer Damien Dalassène, ce qui jette la panique dans les rangs byzantins. L'armée byzantine bat en retraite précipitamment, poursuivie par les Fatimides, et perd de nombreux hommes. Cette défaite contraint l'empereur Basile II à se rendre personnellement dans la région l'année suivante. Finalement, en 1001, une trêve de dix ans est conclue entre les deux puissances.

## Contexte
En septembre 994, Michel Bourtzès, le gouverneur militaire (doux) byzantin d'Antioche, subit une lourde défaite lors de la bataille de l'Oronte, face aux Fatimides dirigés par le général Manjutakin. Cette victoire arabe fragilise la position byzantine en Syrie et menace fortement l'émirat hamdanide d'Alep, le vassal des Byzantins. Pour empêcher la chute de celui-ci, Basile II intervient dans la région en 995 et contraint Manjutakin à se replier vers Damas. Basile parvient à prendre Shaizar, Homs et Rafanée et il construit une nouvelle forteresse à Tartous, avant de se retirer. Damien Dalassène est alors nommé comme nouveau doux d'Antioche.
Damien Dalassène maintient une posture agressive face aux Fatimides. En 996, ses troupes lancent un raid sur Tripoli et Arqa. Manjutakin tente à nouveau d'assiéger Alep et Tartous mais il est contraint de se replier quand Dalassène se présente avec son armée. L'année suivante, le général byzantin repère ses raids contre Tripoli, Rafanée, Awgh et Al-Lakma, parvenant à prendre cette dernière position. Au même moment, les habitants de Tyr, dirigés par un marin du nom d'Allaqa, se révoltent contre les Fatimides et requièrent l'aide des Byzantins. Plus au sud, en Palestine, le chef bédouin Mufarrij ibn Daghfal ibn al-Jarrah (en) attaque Ramla,.

## Siège d'Apamée et expédition de secours des Fatimides
Au début de l'été 998, Dalassène apprend qu'un incendie catastrophique s'est déclenché à Apamée, détruisant la plupart des provisions de la ville. De ce fait, il décide d'en profiter pour marcher vers la cité. Les Hamdanides d'Alep tentent aussi de s'emparer d'Apamée et arrivent les premiers mais ils se retirent quand l'armée byzantine approche. En effet, les Byzantins ne peuvent permettre que leur vassal ne s'étende. Bien que les Hamdanides soient les alliés des Byzantins, ils laissent leurs provisions derrière eux, permettant aux habitants d'Apamée de les récupérer, pour faciliter leur résistance,. Les événements qui s'ensuivent sont décrits par plusieurs auteurs. Jean Skylitzès délivre une brève description du siège mais ce sont surtout les chroniqueurs Yahya d'Antioche et Étienne de Taron qui livrent un récit précis. Des témoignages arabes ont aussi survécu, appuyant le travail de l'historien Hilal al-Sabi. La version la plus détaillée est préservée par Ibn al-Qalanisi,.
Al-Mala'iti, le gouverneur d'Apamée, lance un appel à l'aide aux Fatimides. Selon Ibn al-Qalanisi, l'eunuque régent Barjawan nomme Jaysh ibn Samsama à la tête d'une armée de secours de 1 000 hommes tout en le nommant gouverneur de Damas,. Toutefois, avant d'affronter les Byzantins, les Fatimides doivent composer avec la révolte de Tyr et la rébellion d'Ibn al-Jarrad. Les Byzantins tentent de soutenir les habitants assiégés de la ville de Tyr par l'envoi d'une flotte mais celle-ci est vaincue par les Fatimides et la résistance de la ville est brisée en juin 998. Cet événement contribue à la fin de la révolte d'Ibn al-Jarrah et Jaysh ibn Samsama retourne à Damas, où il reste trois jours pour réunir ses forces en vue de venir en aide à la ville d'Apamée. Là, il est rejoint par des troupes et des volontaires venant de Tripoli, ce qui lui permet de rassembler une force de 100 000 hommes et un millier de cavaliers bédouins. Selon Jean Skylitzès, l'armée fatimide comprend les forces de Tripoli, Beyrouth, Tyr et Damas. Au même moment, Dalassène poursuit le siège et les habitants d'Apamée commencent à souffrir de la famine qui les contraint à se nourrir de cadavres et de chiens,.

## Bataille
Les deux armées se rencontrent dans la grande plaine de al-Madiq, entourée de montagnes et située près du lac d'Apamée, le 19 juillet 998. Selon Ibn al-Qalanisi, l'aile gauche de l'armée fatimide est dirigée par Maysur le Slave, gouverneur de Tripoli ; le centre, où se trouve l'infanterie dailamite et les provisions de l'armée, est sous le commandement de Badr al-Attar et l'aile droite est commandée par Jaysh ibn Samsama et Wahil al-Hilali. Selon tous les récits de la bataille, les Byzantins chargent l'armée fatimide et parviennent à la mettre en déroute, tuant près de 2 000 hommes et s'emparant des réserves. Seuls cinq cents ghulams dirigés par Bishara l'Ikhchidide tiennent leurs positions face à l'assaut adverse tandis que la cavalerie bédouine abandonne le combat et commence à piller les alentours du champ de bataille,. À ce moment, un cavalier kurde, du nom d'Abu'l-Hajar Ahmad ibn al-Dahhak al-Salil selon Ibn al-Athir et Ibn al-Qalinisi ou de Bar Kefa selon les sources byzantines, se précipite sur Damien Dalassène qui se situe au sommet d'une butte, accompagné seulement de ses deux enfants et de dix hommes de sa troupe. Le commandant byzantin croit la bataille remportée et pense que le cavalier vient se rendre. Il ne prend donc aucune précaution mais à son approche, le cavalier charge. Dalassène lève son bras pour se protéger mais le Kurde lui projette sa lance. Damien Dalassène qui ne porte pas de cuirasse est tué sur le coup,,.
La mort de Dalassène change complètement le cours de la bataille. Les Fatimides reprennent du courage, hurlant que « L'ennemi de Dieu est mort », avant de se retourner contre les Byzantins qui cèdent à la panique. La garnison d'Apamée en profite pour faire une sortie, aggravant la débâcle byzantine,. Les sources donnent des chiffres variés à propos des pertes byzantines, Maqrizi cite le chiffre de 5 000 morts, Yahya d'Antioche parle de 6 000 morts et Ibn al-Qalanisi avance le chiffre de 10 000 morts. La plupart des survivants (autour de 2 000 selon Ibn al-Qalanisi) sont faits prisonniers. Certains hauts officiers figurent parmi les captifs, dont le patrice géorgien Tchortovanel, un neveu de Tornike Eristavi. Les deux fils de Damien Dalassène, Constantin et Théophylacte sont achetés parJaysh ibn Samsama pour 6 000 dinars et passent dix ans en captivité au Caire,. Étienne de Taron livre un récit sensiblement différent de la bataille. Selon lui, la progression victorieuse des Byzantins aurait été arrêtée par une attaque surprise menée par les Fatimides qui se seraient regroupés dans leur camp. Lors des combats, les frères de Damien Dalassène et l'un de ses fils auraient été tués à ses côtés. Toutefois, cette version est rejetée par les historiens modernes,.

## Conséquences
La défaite byzantine contraint Basile II à conduire personnellement la campagne suivante en Syrie en 999. Lorsqu'elle arrive en Syrie à la mi-septembre, l'armée impériale brûle les corps des soldats byzantins tombés au combat et prennent la ville de Shaisar avant de mettre à sac Hisn Masyat et Rafanée, de brûler Arqa et de lancer des raids sur les environs de Baalbek, Beyrouth, Tripoli et Jbeil. À la mi-décembre, Basile revient à Antioche où il nomme Nicéphore Ouranos comme nouveau doux. Toutefois, en raison du fait qu'il se décrit comme le « gouverneur de l'Orient », son rôle semble avoir été plus vaste, avec une autorité militaire et civile complète sur l'ensemble de la frontière orientale. En 1001, Basile II conclut une trêve de dix ans avec le calife fatimide Al-Hakim bi-Amr Allah,.